# 1973 ve filmu

## Československé filmy
- Dny zrady (režie: Otakar Vávra)
- Hroch (režie: Karel Steklý)
- Noc na Karlštejně (režie: Zdeněk Podskalský)
- Tři oříšky pro Popelku (režie: Václav Vorlíček)

## Zahraniční filmy
- Podraz (režie: George Roy Hill)
- Jesus Christ Superstar (režie: Norman Jewison)
- Černá výprava (režie: John Flynn)
- Žít a nechat zemřít (režie: Guy Hamilton)
- Vymítač ďábla (režie: William Friedkin)

## Úmrtí
- 29. května – P. Ramlee, malajský herec a zpěvák (* 22. března 1929)